# 2007年秘魯大地震
2007年秘魯大地震，發生在2007年8月15日UTC23時40分58秒（當地時間18時40分58秒），歷時約兩分鐘。震央在秘魯沿海，位于首都利馬东南偏南150公里（93英里），深度30.2公里（19英里）的地层深处。美国地理学会国家地震信息中心报道这是一次VII度地震。此次地震震级达到矩震级8.0级，现已统计出的死亡人数超过510人。

## 海嘯警告
南美沿岸，日本及夏威夷發佈了海嘯警告。其中港口城市卡亞俄的部分地区已经疏散。海嘯警告也发布到巴拿馬和哥斯達黎加，海嘯监测报告被发送到尼加拉瓜、瓜地馬拉、薩爾瓦多、墨西哥和洪都拉斯。在10英寸（25.4）的海嘯到达海岸之后，所有海嘯警告已被取消。
日本氣象廳发布的海啸警告预告地震导致的海啸于8月16日星期四大约19:00 UTC（日本標準時間星期五，04:00）抵达日本北部岛屿北海道，浪高大约20 cm（7.9英寸） 。

## 震灾及援救工作
位于伊卡行政区的皮斯科、伊卡和上欽查等城市和利马区的聖維森特德卡涅特城在地震當中受灾严重，地震也波及普卡尔帕、伊基托斯、Contamana、特鲁希略、卡哈馬卡和首都利马等其它城市，这些地方某些城区的门窗玻璃被地震震碎。伊卡的一所教堂倒塌导致17人死亡、79人受伤，在地震發生當時，他們正在教堂內參加集會。大约有超過58000所房屋被毁坏。 位于利馬东南160英里（260公里）的皮斯科城估计超过200人遇难，城区80%面积被摧毁。
秘鲁政府报告有510人遇难。
当地时间19:02分在Chincha Alta东北方113（70英里）发生了里氏5.8级餘震 当地时间19:19另一场强度5.9级餘震发生在伊卡南-西南方48（30英里）处。 最近一系列强度高于5级的余震也被记录到。
在这之后，无法安置在皮斯科医院的幸存者被飞机连夜运往利马。8月19日星期天哥伦比亚总统抵达伊卡進行组织援助。

## 震源概要
地震发生在纳斯卡板块和南美洲板塊边界上，这两个板块每年相对移动大约78毫米（3英寸）。这次地震发生的原因是南美洲板块抬升，压住那兹卡板块发生冲断层断裂。专家认为这种强度地震百年一遇。
秘鲁海岸历史上经常发生强烈地震。8月15日的地震震源在1908年和1974年也发生了8级以上地震。这一次的震源位于1966年8.2级地震震源南部，2001年秘鲁阿雷基帕里氏8.3级地震大地震震源的北部。秘鲁海岸最强烈的一次地震是1868年发生的，强度达到里氏9级，地震引发的海嘯导致南美几千人遇难，甚至造成对夏威夷的破坏。 